# Гојчин (Осмаци)
Гојчин је насељено мјесто у општини Осмаци, Република Српска, БиХ. Према попису становништва из 1991. у насељу је живјело 1.067 становника.

## Историја
Од потписивања Дејтонског споразума један дио бившег насељеног мјеста налази се у Републици Српској и припада општини Осмаци, а други дио је у Федерацији БиХ и припада општини Калесија.

## Становништво
| Националност       | 1991. | 1981. | 1971. | 1961. |
| Срби               | 644   | 669   | 650   |       |
| Муслимани          | 421   | 383   | 305   |       |
| Југословени        | 1     |       |       |       |
| остали и непознато | 1     |       |       |       |
| Укупно             | 1.067 | 1.052 | 955   | '     |

| Демографија | Демографија | Демографија |
| Година      | Становника  | Становника  |
| ----------- | ----------- | ----------- |
| 1961.       | 858         |             |
| 1971.       | 955         |             |
| 1981.       | 1.052       |             |
| 1991.       | 1.067       |             |